# Into Night’s Requiem Infernal
| Оценки критиков | Оценки критиков |
| Источник        | Оценка          |
| --------------- | --------------- |
| Allmusic        | [ 1 ]           |

Into Night’s Requiem Infernal — седьмой студийный альбом американской группы Novembers Doom, выпущен 7 июля 2009 года на лейбле The End Records.

## Об альбоме
Материал Into Night’s Requiem Infernal был записан на студии «Belle City Sound» studio в городе Расин, штат Висконсин. Продюсером релиза выступил басист Крис Джуричич, а сведение в студии Unisound, расположенной в Эребру, произвёл Дан Сванё.

## Список композиций
1. «Into Night’s Requiem Infernal» — 5:46
2. «Eulogy for the Living Lost» — 6:30
3. «Empathy’s Greed» — 6:17
4. «The Fifth Day of March» — 5:16
5. «Lazarus Regret» — 3:06
6. «I Hurt Those I Adore» — 5:47
7. «The Harlots Lie» — 5:32
8. «When Desperation Fills the Void» — 6:44

## Участники записи
- Paul Kuhr — вокал
- Vito Marchese — гитара
- Larry Roberts — гитара, вокал
- Chris Djuricic — бас-гитара, продюсирование
- Sasha Horn — ударные
- Дан Сванё — сведение